# Виктор Бабеш
Виктор Бабеш (на румънски: Victor Babeș) е румънски лекар, бактериолог, професор и академик, един от основоположниците на съвременната микробиология. Автор на един от първите в света трактати по бактериология „Бактериите и тяхната роля в патоанатомията и хистологията на инфекциозните заболявания“, написан съвместно с френския учен Виктор Андре Корнил през 1885.
През 1888 година, с изследванията си Бабеш полага основите на принципа на пасивния имунитет, и няколко години по-късно формулира принципа на антибиозата. Той прави ранни и значими пробиви в изследването на бяса, проказата, дифтерията, туберкулозата и други инфекциозни заболявания. Открива и повече от 50 неизвестни патогена и предвижда нови методи на борба с бактериите и гъбичките. Бабеш въвежда ваксинацията против бяс и основава серотерапията в Румъния.

## Произход и семейство
Роден е на 28 юли 1854 година във Виена, Австрийска империя, в семейството на Винсентиу Бабеш и София Голдшнайдер. Баща му е румънски магистрат, учител, журналист и политик от областта Банат, един от член-съоснователите на Румънското академично общество (22 април 1866) и председател на Историческия отдел на Румънската академия (1898 – 1899). Баща му е сред хората, станали известни с борбата си за правата на румънците в Трансилвания, председател е на Румънската национална партия. Виктор има сестра Алма и по-малък брат Аурел, който става химик и работи заедно с Виктор в Букурещкия институт. Синът на Аурел – Аурел Бабеш младши, също е лекар и е известен с откриването си на скринингов тест за диагностициране на рак на маточната шийка.
Виктор Бабеш е женен за Йозефина Торма, с която имат син Мирча.

## Обучение
В детството си Виктор Бабеш е привлечен от поезията, музиката и особено литературата, както и от спортовете, естествознанието и театъра. Започва да учи театрално изкуство в Будапеща, но смъртта на сестра му Алма от туберкулоза, докато е още дете, го кара да изостави театъра и да се запише да учи медицина. Посещава Факултета по медицина в Будапеща и Виена. Получава докторска степен по медицина във Виена през 1878 година. През 1881 печели стипендия, за да посети Париж и Берлин, където работи с някои от водещите учени за времето си: Корнил, Пастьор, Вирхов, Кох и други. До 1886 година продължава обучението си при преподаватели от Мюнхен, Хайделберг и Страсбург.

## Научна дейност
Бабеш започва научната си кариера като асистент в Лабораторията по патоанатомия в Будапеща (1874 – 1881). През 1885 е избран за професор по хистопатология във Факултета по медицина в Будапеща. Същата година открива нов вид паразитни спорозои по кърлежите, наречени Babesia в негова чест (от семейство Babesiidae), които причиняват рядката и тежка болест, наречена бабезиоза. По-късно през същата година публикува първия трактат по бактериология в света, в който негов съавтор е Корнил.
Изследователските усилия на Бабеш се простират над широк кръг теми от науката. Той е първият, който демонстрира наличието на туберкулозни бацили в урината на заразените пациенти. Също така открива клетъчни продукти в заразени с бяс нервни клетки. Заради значението си при диагностициране, те били кръстени на него („тела на Бабеш-Негри“).
Виктор Бабеш е застъпник на морфопатологичната концепция за инфекциозния процес и за синтеза между бактериологията и патологичната анатомия. На Бабеш се приписва първият рационализиран модел на термостата и някои методи за оцветяване на бактерии и гъбички в хистологичните препарати и култури.
От 1887 до 1926 година Виктор Бабеш е професор по патоанатомия и бактериология в Медицинския факултет в Букурещ. Отново през 1887, със закон № 1197, е основан Институтът по бактариология и патология, чийто председател става Бабеш, и който впоследствие приема да носи неговото име. През 1889 Бабеш е избран за член-кореспондент на Румънската академия на науките, от 1893 година е и пълен академик.
През 1900 година Бабеш основава Букурещкото анатомическо общество, което се занимава с клинични изследвания по анатомия. През 1913 приготвя ваксина против холера, за да се пребори с епидемията от холера, избухнала сред румънската армия по време на кампанията срещу България през Междусъюзническата война. Между 1916 и 1918 година той продължава да приготвя биологични препарати, оставайки в територията, окупирана от Централните сили. През 1919 година е назначен за професор в Университета в Клуж (днес Университет „Бабеш – Бояй“), основан малко преди това през същата година.
Виктор Бабеш въвежда в Румъния ваксинацията против бяс, едва три години след откриването ѝ от Луи Пастьор. Смятан е за втория специалист по бяс в света след Пастьор и баща на серумната терапия (серотерапия), предтеча на модерната имунология. Работите му имат силно влияние и над ветеринарната медицина, особено що се отнася до профилактиката и серумните медикаменти. Бабеш приготвя противодифтериен серум и провежда задълбочени изследвания над болести като пелагра, туберкулоза, коремен тиф и проказа. Публикува над 1000 научни статии и 25 монографии в областта на микробиологията и патологията.
В признание на новаторския му принос към медицината, Виктор Бабеш е избран за член на Френската национална медицинска академия, на Международния комитет за борба с проказата, и на три пъти е носител на наградата на Френската академия на науките. Получава и титлата „рицар“ на Ордена на почетния легион.

## Смърт
Виктор Бабеш почива в Букурещ на 19 октомври 1926 година на 72-годишна възраст. Гробът му е в Института „Кантакузино“ в Букурещ.

## Памет
Неговото име носят:
- Университет Бабеш – Бояй в Клуж-Напока;
- Университет по медицина и фармация „Виктор Бабеш“ в Тимишоара.